# Пісочник сірощокий
Пісочник сірощокий (Charadrius modestus) — вид сивкоподібних птахів родини сивкових (Charadriidae).

## Поширення
Гніздиться на півдні Чилі, в аргентинській Патагонії та на Фолклендських островах. Взимку мігрує на північ, досягаючи центральної Аргентини, Уругваю та південної Бразилії; іноді аж до Перу. Його природні місця існування — узбережжя озер і річок, морське узбережжя.